# Pronkneusvleermuis
De pronkneusvleermuis (Nycteris javanica)  is een zoogdier uit de familie van de spleetneusvleermuizen (Nycteridae). De wetenschappelijke naam van de soort werd voor het eerst geldig gepubliceerd door É. Geoffroy in 1813.

## Voorkomen
De soort komt voor in Indonesië.